# グリゴリー・ブロイド
グリゴリー・イサーコヴィチ・ブロイド（ロシア語: Григорий Исаакович Бройдо、1883年11月7日 - 1956年5月23日）は、中央アジアで活動した革命家・政治家。名と父称はゲルシュ・イツコヴィチ (Герш Ицкович)、姓はジリベルクヴェイト (Зильберквейт) とも。

## 生涯
1883年11月7日、ロシア帝国ヴィリナ県ヴィリナで会計士の息子として生まれた。地元の高等学校の在学中から『イスクラ』の地下組織で活動を始め、1901年からブンド成員、1903年からメンシェヴィキの党員となった。
1909年にサンクトペテルブルク大学法学部を卒業してからはタシュケントで弁護士助手として働いていたが、鉄道労働者の間で革命宣伝を行ったため1912年にピシュペクへ追放された。しかし1916年にも現地で反乱に参加し、懲罰としてさらにシベリアの予備歩兵連隊に送られた。1916年から翌1917年3月まで従軍し、二月革命後は中央アジアに戻ってタシュケント、トルキスタン地方、シルダリヤ州の各ソビエト議長やタシュケントの軍司令官、『ナーシャ・ガゼータ』紙編集長を歴任した。
同1917年9月にはペトログラード・ソビエトのメンバーとなった。翌1918年からロシア社会主義連邦ソビエト共和国国民経済最高会議 (ru) やトルキスタン自治共和国の灌漑事務所で勤務し、サマーラ県党学校校長も務めた。同年11月からボリシェヴィキに加盟し、翌1919年まで東部戦線 (ru) の革命軍事会議で活動し、同年8月から11月まで全ロシア中央執行委員会およびロシア共和国人民委員会議党部門部長、同月から翌1920年2月まで同委員会外交部部長を務めた。
同年1月にはヒヴァへの遠征隊を指揮し、ヒヴァ・ハン国を崩壊に導いた。3月から4月までヒヴァおよびアムダリヤ部 (ru) でロシア共和国特別全権として活動し、バスマチ蜂起の鎮圧を主導。また、同年から東方勤労者共産大学教師となる。1921年から1923年までは民族問題副人民委員（人民委員であったヨシフ・スターリンが職務に熱心でなかったため、実質的な委員部トップ）、1922年から1925年までは東方勤労者共産大学学長も務めた。1925年3月から翌1926年までボリシェヴィキ中央委員会出版部副部長、1927年まで国営出版社社長、同年から1933年までサラトフ州共産大学 (ru) 学長、党中央委出版社 (ru) 社長、党下ヴォルガ地方 (ru) 委煽動・宣伝部部長および同委書記を歴任した。
1933年12月25日から1935年1月2日までタジキスタン共産党中央委第一書記を務め、現地に巻き起こっていたホロドモールについて連邦共産党の責任を追及した。しかし同時に、現地の人民委員会議や中執委を無視した独裁者として振る舞うこともしばしばであった。
1934年2月から1939年3月までは連邦共産党中央委メンバー候補、1934年11月から1936年9月までロシア共和国教育副人民委員、同月から1938年7月まで再度党中央委出版社社長、同月から1941年まで医学出版社社長も歴任した。しかし、同年7月にラヴレンチー・ベリヤの個人的な命令によって逮捕され、1945年8月に懲役10年の刑を言い渡された後、1951年から1954年10月までカザフ共和国で過ごした。1955年に釈放・名誉回復されるも、翌1956年5月23日にモスクワで死去した。